# 王雅量
王雅量（1566年—1633年），字有容，號襟海（左海），山東兖州府沂州费县人，明朝政治人物。

## 生平
万历二十二年（1594年）甲午科山東乡试舉第三名，三十二年（1604年）登甲辰科进士，三十三年授山西陽城縣知縣，三十八年丁憂，四十三年補廣西道御史，二月奉命辽东巡按，四十六年六月陕西巡按。天启元年升广东右参政，本年終養。五年六月以御史高弘图推荐，起補四川道御史，京畿道刷卷，六年升太僕寺少卿，本年升大理寺左少卿，十二月以年力衰迈被令致仕，崇祯三年起光禄寺卿，五年以母病告歸，六年病卒，贈戶部侍郎，鄉民為他立碑紀念。

## 家族
曾祖王彦章，祖父王默，父王慎（天长县教谕），母姚氏。具庆下，娶孙氏。